# Intravasculair grootcellig B-cellymfoom
Het intravasculair grootcellig B-cellymfoom (Engels: intravascular large B-cell lymphoma: IVLBCL) is een uiterst zeldzaam, zeer agressief non-hodgkinlymfoom van de vaatholten, voornamelijk van haarvaten. Het lymfoom is een subtype van het diffuus grootcellig B-cellymfoom.
Wereldwijd worden per jaar zo'n 20 tot 40 nieuwe gevallen geregistreerd. De meeste patiënten zijn ouder dan 65 jaar, maar ook jongvolwassenen worden getroffen.
Het lymfoom tast voornamelijk de huid, longen en het centraal zenuwstelsel aan. Het stellen van de diagnose kan worden bemoeilijkt doordat klachten vaag kunnen blijven en sterk uiteen kunnen lopen.

## Symptomen en verschijnselen
- Plotseling opgetreden algehele malaise, patiënten verslechteren snel
- Plotseling ontstaan van huidafwijkingen
- Koorts
- Cytopenie

## Diagnose
Diagnose bestaat uit het nemen van een biopt uit aangedaan weefsel en een beenmergonderzoek. De aandoening bevindt zich op het moment van diagnose vaak meteen in stadium IV.

## Behandeling
Er is (nog) geen standaardbehandeling voor het lymfoom. Vaak wordt gekozen voor R-CHOP met Methotrexaat, Cytarabine en/of Procarbazine.

## Prognose
De prognose van IVLBCL is sterk verbeterd sinds het gebruik van Rituximab, maar blijft afhankelijk van welke organen zijn betrokken bij de aandoening. Wanneer het lymfoom zich bevindt in het centraal zenuwstelsel, is de prognose veelal minder gunstig.